# High Horse
High Horse è un singolo della cantautrice statunitense Kacey Musgraves, pubblicato il 25 giugno 2018 come terzo estratto dal quarto album in studio Golden Hour.

## Pubblicazione
La canzone è stata inizialmente pubblicata il 22 marzo 2018 come singolo promozionale, per poi essere mandata alle radio Hot adult contemporary il 25 giugno seguente.

## Descrizione
High Horse è stata scritta dalla stessa Kacey Musgraves con Trent Dabbs e Tom Schleiter e prodotta da Musgraves con Ian Fitchuk e Daniel Tashian. È composta in chiave di Si minore ed ha un tempo di 120 battiti per minuto. La canzone, che unisce musica pop, country e disco, è stata descritta da Rolling Stone come «l'allontanamento più radicale» dell'interprete dai suoi precedenti lavori.

## Accoglienza
Margaret Farrell, scrivendo per Pitchfork, ha elogiato i giochi di parole presenti nel testo e la fusione tra musica country e disco. Michael Watkins di Under the Radar ne ha lodato il testo, mentre Stereogum l'ha piazzata al secondo posto in una classifica delle cinque migliori uscite musicali della settimana, definendola la canzone «più divertente» di Kacey Musgraves e apprezzandone il sarcasmo.

## Video musicale
Il video musicale, diretto da Hannah Lux Davis, è stato reso disponibile il 12 agosto 2018 ed è stato paragonato da National Public Radio al film Dalle 9 alle 5... orario continuato.

## Esibizioni dal vivo
Kacey Musgraves si è esibita dal vivo con High Horse il 3 aprile 2018 al The Ellen DeGeneres Show e il 13 maggio successivo in occasione della sua ospitata al Saturday Night Live.

## Tracce
Download digitale
1. High Horse (Kue Remix) – 4:12
2. High Horse (Violents Remix) – 3:41

## Successo commerciale
Nella pubblicazione dell'11 agosto 2018 High Horse ha debuttato alla 39ª posizione della Adult Top 40, segnando il primo ingresso di Musgraves in una graduatoria radiofonica dedicata al genere pop.